# Coupe du Japon de football 2016
Navigation
Édition précédente Édition suivante
La Coupe du Japon de football 2016 est la 96e édition de la Coupe du Japon, une compétition à élimination directe mettant aux prises des clubs de football amateurs et professionnels à travers le Japon. Elle est organisée par la Fédération japonaise de football (JFA). Le vainqueur de cette compétition se qualifie pour la Ligue des champions de l'AFC 2017, accompagné des trois meilleures équipes du championnat.

## Résultats

### Premier tour
| #  | Date         | Club                       | Résultat          | Club                                      |
| -- | ------------ | -------------------------- | ----------------- | ----------------------------------------- |
| 1  | 27 août 2016 | Guinale Tottori            | 5 - 0             | Faziano Okayama Next                      |
| 2  | 28 août 2016 | Júbilo Iwata               | 7 - 0             | FC Gifu                                   |
| 3  | 27 août 2016 | FC Machida Zelvia          | 0 - 1             | Université de Kanagawa                    |
| 4  | 27 août 2016 | Tochigi City FC            | 1 - 1 (tab 3 - 4) | Orions de l'Université Yamanashi Gakuin   |
| 5  | 27 août 2016 | Tokushima Vortis           | 6 - 0             | FC Tokushima Celeste                      |
| 6  | 27 août 2016 | Gilavants Kitakyushu       | 1 - 0             | Université de Fukuoka                     |
| 7  | 27 août 2016 | AC Nagano Parceiro         | 5 - 0             | Université de Hokuriku                    |
| 8  | 27 août 2016 | V. Farren Nagasaki         | 2 - 1             | Kochi United SC                           |
| 9  | 28 août 2016 | Yokohama FC                | 5 - 0             | Université de Yamagata                    |
| 10 | 27 août 2016 | Oita Trinita               | 3 - 0             | MD Nagasaki                               |
| 11 | 27 août 2016 | Shimizu S-Pulse            | 2 - 1             | Université du Kansai                      |
| 12 | 27 août 2016 | Mito HollyHock             | 1 - 0             | Université internationale de Tokyo        |
| 13 | 27 août 2016 | Catale Toyama              | 1 - 0             | Université médicale et sociale de Niigata |
| 14 | 27 août 2016 | Hokkaido Consadole Sapporo | 3 - 0             | Université de Tsukuba                     |
| 15 | 27 août 2016 | Matsue City FC             | 1 - 4             | Fagiano Okayama                           |
| 16 | 27 août 2016 | Université Tōkai           | 1 - 2             | Suzuka Point Getters                      |
| 17 | 27 août 2016 | Montedio Yamagata          | 2 - 1             | Arterivo Wakayama                         |
| 18 | 27 août 2016 | Thespakusatsu Gunma        | 1 - 0             | Sony Sendai FC                            |
| 19 | 27 août 2016 | MIO Biwako Shiga           | 1 - 3             | Université du Kansai Gakuin               |
| 20 | 28 août 2016 | Avispa Fukuoka             | 7 - 2             | Kagoshima United FC                       |
| 21 | 27 août 2016 | Renofa Yamaguchi FC        | 4 - 0             | Tokai University Kumamoto                 |
| 22 | 27 août 2016 | Fukushima United FC        | 4 - 1             | Thespakusatsu Challengers                 |
| 23 | 28 août 2016 | Roasso Kumamoto            | 2 - 1             | FC Tosu                                   |
| 24 | 27 août 2016 | Tokyo Verdy                | 2 - 1             | Vonds Ichihara                            |
| 25 | 27 août 2016 | Nara Club                  | 2 - 0             | Université de Kyoto Sangyo                |
| 26 | 28 août 2016 | Kamatamare Sanuki          | 1 - 0             | FC Imabari                                |
| 27 | 27 août 2016 | SRC Hiroshima              | 0 - 4             | Ehime FC                                  |
| 28 | 28 août 2016 | Gruja Morioka              | 4 - 0             | Université Waseda                         |
| 29 | 28 août 2016 | Matsumoto Yamaga FC        | 6 - 0             | Université de Tokuyama                    |
| 30 | 27 août 2016 | FC Gifu                    | 1 - 2             | Honda FC                                  |
| 31 | 27 août 2016 | Blaublitz Akita            | 2 - 0             | Vanraure Hachinohe                        |
| 32 | 27 août 2016 | JEF United Ichihara Chiba  | 5 - 0             | Hokkaido University                       |
| 33 | 28 août 2016 | Zuegen Kanazawa            | 4 - 1             | Saulkos Fukui                             |
| 34 | 27 août 2016 | FC Ryūkyū                  | 1 - 0             | Honda Lock SC                             |
| 35 | 28 août 2016 | Celeso Osaka               | 10 - 0            | Alverio Takamatsu                         |
| 36 | 28 août 2016 | Kyoto Sanga FC             | 4 - 0             | Bandionse Kakogawa                        |

### Deuxième tour
| #  | Date             | Club                       | Résultat          | Club                                    |
| -- | ---------------- | -------------------------- | ----------------- | --------------------------------------- |
| 37 | 7 septembre 2016 | Omiya Ardija               | 1 - 0             | Guinale Tottori                         |
| 38 | 3 septembre 2016 | Júbilo Iwata               | 2 - 0             | Université de Kanagawa                  |
| 39 | 3 septembre 2016 | Shonan Bellmare            | 6 - 0             | Orions de l'Université Yamanashi Gakuin |
| 40 | 3 septembre 2016 | Tokushima Vortis           | 2 - 0             | Gilavants Kitakyushu                    |
| 41 | 3 septembre 2016 | Nagoya Grampus             | 0 - 1             | AC Nagano Parceiro                      |
| 42 | 3 septembre 2016 | V. Farren Nagasaki         | 1 - 2             | Yokohama FC                             |
| 43 | 3 septembre 2016 | Ventforet Kōfu             | 0 - 0 (tab 6 - 7) | Oita Trinita                            |
| 44 | 3 septembre 2016 | Shimizu S-Pulse            | 3 - 0             | Mito HollyHock                          |
| 45 | 3 septembre 2016 | Kashima Antlers            | 3 - 0             | Catale Toyama                           |
| 46 | 3 septembre 2016 | Hokkaido Consadole Sapporo | 1 - 2             | Fagiano Okayama                         |
| 47 | 7 septembre 2016 | Vissel Kobe                | 7 - 1             | Suzuka Point Getters                    |
| 48 | 3 septembre 2016 | Montedio Yamagata          | 5 - 0             | Thespakusatsu Gunma                     |
| 49 | 3 septembre 2016 | Albirex Niigata            | 5 - 3             | Université du Kansai Gakuin             |
| 50 | 7 septembre 2016 | Avispa Fukuoka             | 2 - 2 (tab 2 - 4) | Renofa Yamaguchi FC                     |
| 51 | 7 septembre 2016 | Yokohama F. Marinos        | 2 - 0             | Fukushima United FC                     |
| 52 | 3 septembre 2016 | Roasso Kumamoto            | 1 - 5             | Tokyo Verdy                             |
| 53 | 3 septembre 2016 | Kashiwa Reysol             | 5 - 2             | Nara Club                               |
| 54 | 3 septembre 2016 | Kamatamare Sanuki          | 0 - 2             | Ehime FC                                |
| 55 | 3 septembre 2016 | Vegalta Sendai             | 2 - 5             | Gruja Morioka                           |
| 56 | 3 septembre 2016 | Matsumoto Yamaga FC        | 1 - 2             | Honda FC                                |
| 57 | 3 septembre 2016 | Kawasaki Frontale          | 3 - 1             | Blaublitz Akita                         |
| 58 | 3 septembre 2016 | JEF United Ichihara Chiba  | 2 - 0             | Zuegen Kanazawa                         |
| 59 | 3 septembre 2016 | Sagan Tosu                 | 3 - 1             | FC Ryūkyū                               |
| 60 | 3 septembre 2016 | Celeso Osaka               | 2 - 1             | Kyoto Sanga FC                          |

### Troisième tour
| #  | Date              | Club                | Résultat | Club                      |
| -- | ----------------- | ------------------- | -------- | ------------------------- |
| 61 | 22 septembre 2020 | Omiya Ardija        | 5 - 0    | Júbilo Iwata              |
| 62 | 22 septembre 2020 | Shonan Bellmare     | 4 - 0    | Tokushima Vortis          |
| 63 | 22 septembre 2020 | AC Nagano Parceiro  | 2 - 3    | Yokohama FC               |
| 64 | 22 septembre 2020 | Oita Trinita        | 0 - 1    | Shimizu S-Pulse           |
| 65 | 22 septembre 2020 | Kashima Antlers     | 2 - 1    | Fagiano Okayama           |
| 66 | 22 septembre 2020 | Vissel Kobe         | 2 - 1    | Montedio Yamagata         |
| 67 | 22 septembre 2020 | Albirex Niigata     | 1 - 0    | Renofa Yamaguchi FC       |
| 68 | 22 septembre 2020 | Yokohama F. Marinos | 4 - 0    | Tokyo Verdy               |
| 69 | 22 septembre 2020 | Kashiwa Reysol      | 1 - 0    | Ehime FC                  |
| 70 | 22 septembre 2020 | Gruja Morioka       | 1 - 2    | Honda FC                  |
| 71 | 22 septembre 2020 | Kawasaki Frontale   | 4 - 1    | JEF United Ichihara Chiba |
| 72 | 22 septembre 2020 | Sagan Tosu          | 2 - 0    | Celeso Osaka              |

### Quatrième tour
| #  | Date             | Club                | Résultat          | Club                |
| -- | ---------------- | ------------------- | ----------------- | ------------------- |
| 73 | 12 novembre 2016 | Yokohama F. Marinos | 1 - 0             | Albirex Niigata     |
| 74 | 9 novembre 2016  | Gamba Osaka         | 1 - 0             | Shimizu S-Pulse     |
| 75 | 12 novembre 2016 | Kashima Antlers     | 2 - 1             | Vissel Kobe         |
| 76 | 12 novembre 2016 | Sagan Tosu          | 0 - 3             | Sanfrecce Hiroshima |
| 77 | 9 novembre 2016  | Omiya Ardija        | 1 - 0             | Yokohama FC         |
| 78 | 12 novembre 2016 | Kashiwa Reysol      | 1 - 3             | Shonan Bellmare     |
| 79 | 9 novembre 2016  | FC Tokyo            | 2 - 1             | Honda FC            |
| 80 | 12 novembre 2016 | Kawasaki Frontale   | 3 - 3 (tab 4 - 1) | Urawa Red Diamonds  |

### Quarts de finale
| #  | Date             | Club                | Résultat | Club                |
| -- | ---------------- | ------------------- | -------- | ------------------- |
| 81 | 24 décembre 2016 | Yokohama F. Marinos | 2 - 1    | Gamba Osaka         |
| 82 | 24 décembre 2016 | Kashima Antlers     | 1 - 0    | Sanfrecce Hiroshima |
| 83 | 24 décembre 2016 | Omiya Ardija        | 4 - 2    | Shonan Bellmare     |
| 84 | 24 décembre 2016 | FC Tokyo            | 1 - 2    | Kawasaki Frontale   |

### Demi-finales
| #  | Date             | Club                | Résultat | Club              |
| -- | ---------------- | ------------------- | -------- | ----------------- |
| 85 | 29 décembre 2016 | Yokohama F. Marinos | 0 - 2    | Kashima Antlers   |
| 86 | 29 décembre 2016 | Omiya Ardija        | 0 - 1    | Kawasaki Frontale |

### Finale
| #  | Date             | Club            | Résultat | Club              | Stade                      |
| -- | ---------------- | --------------- | -------- | ----------------- | -------------------------- |
| 87 | 1er janvier 2017 | Kashima Antlers | 2 - 1    | Kawasaki Frontale | Stade de football de Suita |